# Mpotsa
Mpotsa är ett vattendrag i Burundi.   Det ligger i provinsen Muramvya, i den centrala delen av landet, 40 kilometer nordost om huvudstaden Bujumbura.
Omgivningarna runt Mpotsa är en mosaik av jordbruksmark och naturlig växtlighet. Runt Mpotsa är det tätbefolkat, med 308 invånare per kvadratkilometer.